# Lista de prêmios e indicações recebidos por Vera Farmiga
Esta é uma lista de prêmios e indicações recebidos pela atriz Vera Farmiga.

## Prêmios e indicações por trabalhos na televisão
| Ano  | Prêmio                            | Categoria                                           | Trabalho indicado | Resultado |
| ---- | --------------------------------- | --------------------------------------------------- | ----------------- | --------- |
| 2014 | Critics' Choice Television Awards | Melhor atriz em série de drama                      | Bates Motel       | Indicada  |
| 2014 | OFTA Television Awards            | Melhor atriz em série de drama                      | Bates Motel       | Indicada  |
| 2013 | OFTA Television Awards            | Melhor atriz em série de drama                      | Bates Motel       | Indicada  |
| 2013 | TCA Awards                        | Conquista individual em série de drama              | Bates Motel       | Indicada  |
| 2013 | IGN Summer Movie Awards           | Melhor atriz de TV                                  | Bates Motel       | Indicada  |
| 2013 | Dorian Awards                     | Performance do ano na TV - Atriz                    | Bates Motel       | Indicada  |
| 2013 | Critics' Choice Television Awards | Melhor atriz em série de drama                      | Bates Motel       | Indicada  |
| 2013 | Saturn Awards                     | Melhor atriz em série de TV                         | Bates Motel       | Vencedora |
| 2013 | Satellite Awards                  | Melhor atriz em série de drama                      | Bates Motel       | Indicada  |
| 2013 | Emmy Awards                       | Melhor atriz em série de drama                      | Bates Motel       | Indicada  |
| 2019 | Emmy Awards                       | Melhor Atriz Coadjuvante em Minissérie ou Telefilme | When They See Us  | Vencedora |

## Prêmios e indicações por trabalhos no cinema

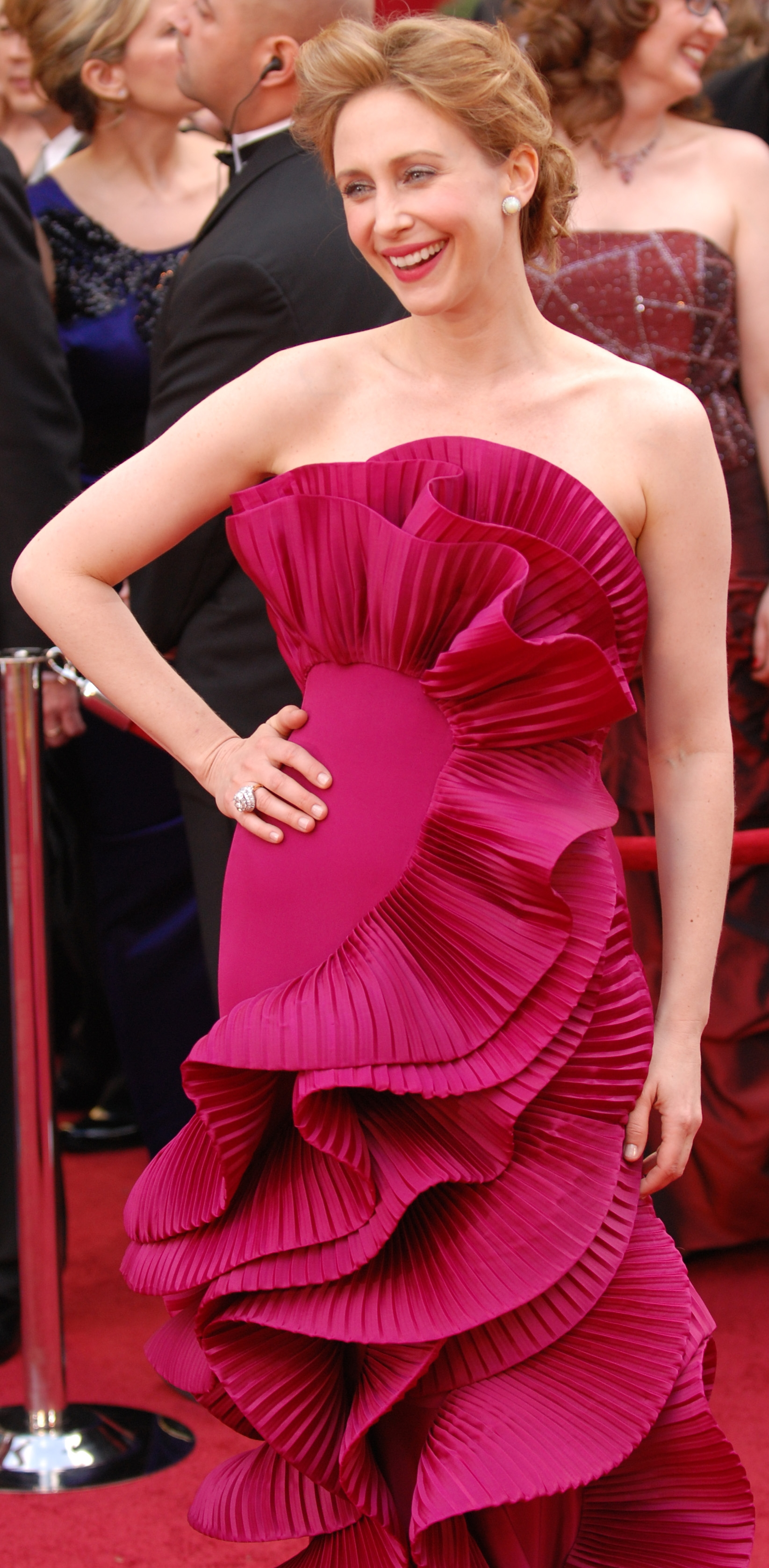
Vera Farmiga no tapete vermelho do Oscar, em 2010.

| Ano  | Prêmio                                               | Categoria                                    | Trabalho indicado              | Resultado   |
| ---- | ---------------------------------------------------- | -------------------------------------------- | ------------------------------ | ----------- |
| 2014 | MTV Movie Awards                                     | Melhor performance assustada                 | The Conjuring                  | Indicada    |
| 2013 | Fright Meter Awards                                  | Melhor atriz                                 | The Conjuring                  | Indicada    |
| 2013 | Boston Film Festival Awards                          | Prêmio festival - Melhor atriz               | At Middleton                   | Vencedora   |
| 2013 | Sundance Film Festival Awards                        | Grande prêmio do júri - Drama (diretora)     | Higher Ground                  | Indicada    |
| 2013 | Gotham Awards                                        | Diretor revelação                            | Higher Ground                  | Indicada    |
| 2013 | Central Ohio Film Critics Association Awards         | Melhor filme negligenciado                   | Higher Ground                  | Indicada    |
| 2013 | Alliance of Women Film Journalists Awards            | Melhor diretor - Feminino                    | Higher Ground                  | Indicada    |
| 2013 | Satellite Awards                                     | Melhor atriz em um filme                     | Higher Ground                  | Indicada    |
| 2010 | Qantas Film and Television Awards                    | Melhor atriz principal em um filme           | A Heavenly Vintage             | Indicada    |
| 2009 | Fright Meter Awards                                  | Melhor atriz                                 | Orphan                         | Indicada    |
| 2009 | Washington D.C. Area Film Critics Association Awards | Melhor atriz coadjuvante                     | Up in the Air                  | Indicada    |
| 2009 | Washington D.C. Area Film Critics Association Awards | Melhor traje                                 | Up in the Air                  | Indicada    |
| 2009 | Village Voice Film Poll Awards                       | Melhor atriz coadjuvante                     | Up in the Air                  | Vice-campeã |
| 2009 | Vancouver Film Critics Circle Awards                 | Melhor atriz coadjuvante                     | Up in the Air                  | Vencedora   |
| 2009 | Toronto Film Critics Association Awards              | Melhor atriz coadjuvante                     | Up in the Air                  | Indicada    |
| 2009 | St. Louis Gateway Film Critics Association Awards    | Melhor atriz coadjuvante                     | Up in the Air                  | Indicada    |
| 2009 | San Diego Film Critics Society Awards                | Melhor atriz coadjuvante                     | Up in the Air                  | Indicada    |
| 2009 | Online Film Critics Society Awards                   | Melhor atriz coadjuvante                     | Up in the Air                  | Indicada    |
| 2009 | OFTA Film Awards                                     | Melhor atriz coadjuvante                     | Up in the Air                  | Indicada    |
| 2009 | OFTA Film Awards                                     | Melhor traje                                 | Up in the Air                  | Indicada    |
| 2009 | New York Film Critics Circle Awards                  | Melhor atriz coadjuvante                     | Up in the Air                  | Vice-campeã |
| 2009 | London Film Critics' Circle Awards                   | Atriz do ano                                 | Up in the Air                  | Indicada    |
| 2009 | International Cinephile Society Awards               | Melhor atriz coadjuvante                     | Up in the Air                  | Vencedora   |
| 2009 | Indiana Film Journalists Association Awards          | Melhor atriz coadjuvante                     | Up in the Air                  | Vice-campeã |
| 2009 | Detroit Film Critics Society Awards                  | Melhor atriz coadjuvante                     | Up in the Air                  | Indicada    |
| 2009 | Denver Film Critics Society Awards                   | Melhor atriz coadjuvante                     | Up in the Air                  | Indicada    |
| 2009 | Denver Film Critics Society Awards                   | Melhor traje atuando                         | Up in the Air                  | Indicada    |
| 2009 | Dallas–Fort Worth Film Critics Association Awards    | Melhor atriz coadjuvante                     | Up in the Air                  | 3º Lugar    |
| 2009 | Critics' Choice Movie Awards                         | Melhor atriz coadjuvante                     | Up in the Air                  | Indicada    |
| 2009 | Critics' Choice Movie Awards                         | Melhor traje atuando                         | Up in the Air                  | Indicada    |
| 2009 | Chicago Film Critics Association Awards              | Melhor atriz coadjuvante                     | Up in the Air                  | Indicada    |
| 2009 | Central Ohio Film Critics Association Awards         | Melhor traje                                 | Up in the Air                  | Vice-campeã |
| 2009 | Alliance of Women Film Journalists Awards            | Melhor atriz coadjuvante                     | Up in the Air                  | Indicada    |
| 2009 | Screen Actors Guild Awards                           | Melhor atriz coadjuvante                     | Up in the Air                  | Indicada    |
| 2009 | Golden Globe Awards                                  | Melhor atriz coadjuvante                     | Up in the Air                  | Indicada    |
| 2009 | BAFTA Awards                                         | Melhor atriz coadjuvante                     | Up in the Air                  | Indicada    |
| 2009 | Oscar                                                | Melhor atriz coadjuvante                     | Up in the Air                  | Indicada    |
| 2008 | CinEuphoria Awards                                   | Prêmio do público - Melhor atriz coadjuvante | The Boy in the Striped Pyjamas | Vencedora   |
| 2008 | British Independent Film Awards                      | Melhor performance de uma atriz              | The Boy in the Striped Pyjamas | Vencedora   |
| 2008 | Critics' Choice Movie Awards                         | Melhor atriz coadjuvante                     | Nothing But the Truth          | Indicada    |
| 2007 | Fright Meter Awards                                  | Melhor atriz                                 | Joshua                         | Indicada    |
| 2005 | Dublin Film Critics' Circle Awards                   | Melhor atriz coadjuvante                     | The Departed                   | Vice-campeã |
| 2005 | OFTA Film Awards                                     | Melhor traje                                 | The Departed                   | Vencedora   |
| 2005 | National Board of Review Awards                      | Melhor atuação de um elenco                  | The Departed                   | Vencedora   |
| 2005 | Empire Awards                                        | Melhor estreante feminino                    | The Departed                   | Indicada    |
| 2005 | Screen Actors Guild Awards                           | Performance de um elenco em um filme         | The Departed                   | Indicada    |
| 2005 | Critics' Choice Movie Awards                         | Melhor traje atuando                         | The Departed                   | Indicada    |
| 2005 | Central Ohio Film Critics Association Awards         | Melhor traje                                 | The Departed                   | Vencedora   |
| 2005 | Boston Society of Film Critics Awards                | Melhor elenco                                | The Departed                   | Vice-campeã |
| 2005 | Satellite Awards                                     | Melhor elenco                                | The Departed                   | Vencedora   |
| 2004 | National Society of Film Critics Awards              | Melhor atriz                                 | Down to the Bone               | 3º Lugar    |
| 2004 | Los Angeles Film Critics Association Awards          | Melhor atriz                                 | Down to the Bone               | Vencedora   |
| 2004 | Sundance Film Festival Awards                        | Prêmio especial do júri por atuação          | Down to the Bone               | Vencedora   |
| 2004 | Marrakech International Film Festival Awards         | Melhor atriz                                 | Down to the Bone               | Vencedora   |
| 2004 | Film Independent Spirit Awards                       | Melhor liderança feminino                    | Down to the Bone               | Indicada    |
| 2004 | BendFilm Festival Awards                             | Prêmio do Júri - Melhor atriz                | Down to the Bone               | Vencedora   |